# Caucaea sanguinolenta
Caucaea sanguinolenta är en orkidéart som först beskrevs av John Lindley, och fick sitt nu gällande namn av Norris Hagan Williams och Mark W. Chase. Caucaea sanguinolenta ingår i släktet Caucaea och familjen orkidéer. Inga underarter finns listade i Catalogue of Life.